# Ökölvívás az 1948. évi nyári olimpiai játékokon
Az 1948. évi nyári olimpiai játékokon az ökölvívásban nyolc súlycsoportban avattak olimpiai bajnokot. A legtechnikásabb ökölvívónak kiosztott Val Barker-díjat a dél-afrikai George Hunter kapta.

## Éremtáblázat
(Magyarország és a rendező ország csapata eltérő háttérszínnel, az egyes számoszlopok legmagasabb értéke illetve értékei vastagítással kiemelve.)
| Az 1948. évi nyári olimpiai játékok éremtáblázata ökölvívásban | Az 1948. évi nyári olimpiai játékok éremtáblázata ökölvívásban | Az 1948. évi nyári olimpiai játékok éremtáblázata ökölvívásban | Az 1948. évi nyári olimpiai játékok éremtáblázata ökölvívásban | Az 1948. évi nyári olimpiai játékok éremtáblázata ökölvívásban | Olimpia  |
| -------------------------------------------------------------- | -------------------------------------------------------------- | -------------------------------------------------------------- | -------------------------------------------------------------- | -------------------------------------------------------------- | -------- |
|                                                                | Ország                                                         | Arany                                                          | Ezüst                                                          | Bronz                                                          | Összesen |
| 1.                                                             | Dél-afrikai Unió (RSA)                                         | 2                                                              | 1                                                              | 1                                                              | 4        |
| 2.                                                             | Argentína (ARG)                                                | 2                                                              | 0                                                              | 1                                                              | 3        |
| 3.                                                             | Magyarország (HUN)                                             | 2                                                              | 0                                                              | 0                                                              | 2        |
| 4.                                                             | Olaszország (ITA)                                              | 1                                                              | 2                                                              | 2                                                              | 5        |
| 5.                                                             | Csehszlovákia (TCH)                                            | 1                                                              | 0                                                              | 0                                                              | 1        |
|                                                                |                                                                |                                                                |                                                                |                                                                |          |
| 6.                                                             | Nagy-Britannia (GBR)                                           | 0                                                              | 2                                                              | 0                                                              | 2        |
| 7.                                                             | Belgium (BEL)                                                  | 0                                                              | 1                                                              | 0                                                              | 1        |
| 7.                                                             | Egyesült Államok (USA)                                         | 0                                                              | 1                                                              | 0                                                              | 1        |
| 7.                                                             | Svédország (SWE)                                               | 0                                                              | 1                                                              | 0                                                              | 1        |
|                                                                |                                                                |                                                                |                                                                |                                                                |          |
| 10.                                                            | Dánia (DEN)                                                    | 0                                                              | 0                                                              | 1                                                              | 1        |
| 10.                                                            | Dél-Korea (KOR)                                                | 0                                                              | 0                                                              | 1                                                              | 1        |
| 10.                                                            | Lengyelország (POL)                                            | 0                                                              | 0                                                              | 1                                                              | 1        |
| 10.                                                            | Puerto Rico (PUR)                                              | 0                                                              | 0                                                              | 1                                                              | 1        |
|                                                                |                                                                |                                                                |                                                                |                                                                |          |
| Összesen                                                       | Összesen                                                       | 8                                                              | 8                                                              | 8                                                              | 24       |

## Érmesek
| Az 1948. évi nyári olimpiai játékok érmesei ökölvívásban |                                        |                                          |                                          |
| Versenyszám                                              | Arany                                  | Ezüst                                    | Bronz                                    |
| Nehézsúly                                                | Rafael Iglesias · Argentína (ARG)      | Gunnar Nilsson · Svédország (SWE)        | John Arthur · Dél-afrikai Unió (RSA)     |
| Félnehézsúly                                             | George Hunter · Dél-afrikai Unió (RSA) | Donald Scott · Nagy-Britannia (GBR)      | Mauro Cía · Argentína (ARG)              |
| Középsúly                                                | Papp László · Magyarország (HUN)       | John Wright · Nagy-Britannia (GBR)       | Ivano Fontana · Olaszország (ITA)        |
| Váltósúly                                                | Július Torma · Csehszlovákia (TCH)     | Horace Herring · Egyesült Államok (USA)  | Alessandro D’Ottavio · Olaszország (ITA) |
| Könnyűsúly                                               | Gerard Dreyer · Dél-afrikai Unió (RSA) | Joseph Vissers · Belgium (BEL)           | Svend Wad · Dánia (DEN)                  |
| Pehelysúly                                               | Ernesto Formenti · Olaszország (ITA)   | Dennis Shepherd · Dél-afrikai Unió (RSA) | Aleksy Antkiewicz · Lengyelország (POL)  |
| Harmatsúly                                               | Csík Tibor · Magyarország (HUN)        | Giovanni Zuddas · Olaszország (ITA)      | Juan Venegas · Puerto Rico (PUR)         |
| Légsúly                                                  | Pascual Pérez · Argentína (ARG)        | Spartaco Bandinelli · Olaszország (ITA)  | Han Szuan (Han Su-an) · Dél-Korea (KOR)  |